# Měník
Obec Měník (německy Mienik) se nachází v okrese Hradec Králové, 23 kilometrů západně od města Hradec Králové a asi 3 km jihovýchodně od města Nový Bydžov. Obec má čtyři části, které mají 642 obyvatel.

## Historie
Datum založení obce není známo. Dávné osídlení však dokládají nálezy žárových hrobů lužické kultury lidu popelnicových polí ze střední doby bronzové. Nalezeny byly však i hroby mladší tzv. slezské kultury.
První písemná zmínka o Měnínu (původní jméno obce) je z roku 1323, kdy se v zápisech objevuje nejstarší zdejší osoba Martin de Menina. Hospodářský dvůr zde měl v roce 1395 jakýsi Zvěst. V 15. století se zde můžeme dočíst o rodu Kotlovců z Měnína.
Nejstarší stavbou v obci je dřevěný kostel se sousední dřevěnou zvonicí z roku 1686. Je postaven ze silných dubových desek získaných podélným štípáním kmenů, tzv. trhanic. Desky jsou uloženy na výšku nad sebe. Tato technika není příliš obvyklá. Kostel je zasvěcen sv. Václavu a sv. Stanislavovi. Svatý Stanislav je patronem Polska a jeho zasvěcení místního kostela je dáváno do souvislosti se zdejším vlivem polských kněží v době po třicetileté válce. V nedalekých Smidarech vedli dva polští kněží duchovní správu. Život světců je pak zachycen temperovými barvami na 21 výplních trojramenné kruchty. O tři roky mladší, z roku 1689, je pak dřevěná zvonice. Je však pravděpodobné, že stavební materiál na zvonici sem byl převezen z rušené zvonice v Bydžovské Lhotce. Zvonice je v dolní části osmiboká, do patra se však zužuje na čtyřhranný tvar a končí stanovou střechou. Zpřísnění protipožárních předpisů ve 2. polovině 18. století přineslo kostelu vnější nahození silnou vrstvou omítky. Zvenčí se tak dnes kostel jeví jako zděná stavba.

## Části obce
- Měník
- Barchůvek
- Bydžovská Lhotka
- Libeň